# Léon Stypès
Léon Stypès (en grec : Λέων Στυππής ), mort en janvier 1143, est patriarche de Constantinople de mai 1134 à janvier 1143.
Le patriarche Léon Stypès est connu pour les pénitences sévères infligées à sa demande aux laïcs reconnus coupables de pratiques magiques. En 1140, il préside un synode qui condamne comme empreint de bogomilisme les écrits mystiques laissés par un théologien laïc récemment décédé, Constantin Chrysomallos. Il meurt trois mois avant l’empereur Jean II Comnène.